# Aeroflot-Flug 1691
Am 17. März 1979 verunglückte eine Tupolew Tu-104 auf dem Aeroflot-Flug 1691 infolge eines falschen Feueralarms nahe dem Flughafen Moskau-Wnukowo in der damaligen Sowjetunion. An Bord befanden sich 119 Personen. Bei dem Unfall kamen 57 Passagiere und ein Flugbegleiter ums Leben.

## Flugablauf
Die Tupolew Tu-104 sollte um 08:15 Uhr Ortszeit vom Flughafen Moskau-Wnukowo nach Odessa starten, jedoch verspätete sich der Abflug wegen schlechter Wetterbedingungen am Zielflughafen mehrfach. Die Maschine hob erst um 19:32 Uhr in Moskau ab. Fünf Sekunden nach dem Start ertönte der Feueralarm des linken Triebwerks im Cockpit. Gleichzeitig aktivierte sich die automatische Feuerlöscheinrichtung. Die Piloten setzten den Steigflug fort und leiteten eine Platzrunde ein, um zum Flughafen Moskau-Wnukowo zurückzukehren. Die Leistung des vermeintlich brennenden Triebwerks wurde rund sechs Minuten nach dem Abheben in einer Flughöhe von 1.500 Meter auf null reduziert. Die Besatzung entschied sich wegen der Brandgefahr dagegen, die Notablassventile der Treibstofftanks zu öffnen, um die Maschine für die Landung leichter zu machen.
Den Instrumentenanflug auf die Landebahn 24 führte die Besatzung bei schlechten Sichtbedingungen mit Unterstützung des Fluglotsen durch. Das Fahrwerk wurde 19 Kilometer vor dem Flughafen bei einer Geschwindigkeit von 430 km/h ausgefahren. Rund neun Kilometer vor der Landebahnschwelle betrug die Sinkrate 2,4 m/s, wobei sich die Maschine oberhalb des ILS-Gleitpfades befand. Die Besatzung reduzierte knapp sechs Kilometer vor dem Flughafen die Leistung des rechten Triebwerks und erhöhte die Sinkrate auf 9 m/s. Kurz darauf forderte der Fluglotse die Piloten mehrfach zu einer Kurskorrektur auf, weil sich die Maschine um 180 Meter nach rechts versetzt zur Landebahnmitte befand. Während sich die Besatzung auf den Kurs konzentrierte, unterflog die Tupolew den ILS-Gleitpfad. Nachdem die Piloten die zu niedrige Flughöhe bemerkt hatten, erhöhten sie die Triebwerksleistung maximal, konnten aber den Unfall nicht mehr verhindern.
Um 19:48 Uhr streifte das Flugzeug mit dem linken Fahrwerk und der linken Tragfläche den Mast einer Überlandleitung sowie anschließend mit dem Rumpf mehrere Bäume. Die Maschine überflog die Autobahn Moskau–Kiew mit hohem Querneigungswinkel in einer Höhe von wenigen Metern und schlug unmittelbar danach in einem Feld auf, wobei sie sich in Rückenlage drehte. Das Cockpit und die Tragflächen wurden beim Aufprall abgerissen. Der Rumpf kam etwa 1500 m vor der Landebahn zum Stillstand (55° 35′ 56″ N, 37° 18′ 32″ O). Nach dem Aufprall brach Feuer aus.

## Unfalluntersuchung
Es stellte sich heraus, dass das Höchstabfluggewicht der Maschine um 10,7 t überschritten worden war. Zudem besaß der steuernde Pilot („pilot flying“) lediglich 32 Flugstunden auf diesem Flugzeugtyp.